# 기즈번 (뉴질랜드)

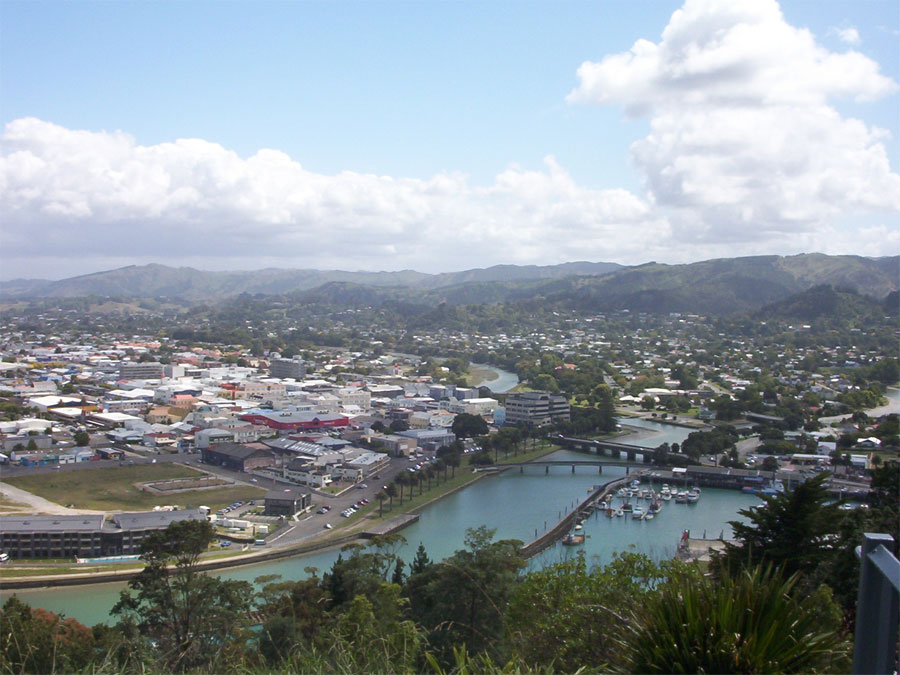
기즈번 시

기즈번(Gisborne, 마오리어: Tūranga-nui-a-Kiwa, "The place where Kiwa - of the Tākitimu waka - stood")은 뉴질랜드 북섬 북동쪽 기즈번 지방에 자리를 잡고 있으며, 기즈번 지방에서 가장 큰 거주지가 있는 곳이다. 인구는 35,400명이며, 구의회 본부가 이곳에 자리를 잡고 있다. 기즈번은 식민지 사령관 윌리엄 기즈번의 이름을 따서 지었으며, 오스트레일리아 빅토리아주에도 같은 이름의 지명이 있다.

## 지리
기즈번 시는 파버티 만(Poverty Bay) 북쪽 끝에 자리를 잡고 있다. 만의 맞은 편 끝 부분에 있는 영 닉스 헤드(Young Nick's Head)의 흰 절벽이 있는 갑은 시내에서도 보인다. 이 절벽의 마오리 이름은 테 쿠리 아 파오아(Te Kurī-a-Pāoa)로, 파오아의 개를 의미하며, 원래 보이는 형상 그대로를 나타내는 말이다.
이 빼어남을 처음으로 관측한 사람은 제임스 쿡 선장의 배, 인데버 호의 승무원들이었다. 그리하여 승무원 중 그것을 제일 먼저 본 사람의 이름을 따서 지었다. 해변에는 1769년 10월 8일 뉴질랜드에 처음 상륙한 지점을 표시하기 위해 기념비가 서 있다.